# Holzjihorn
Holzjihorn – szczyt w Alpach Lepontyńskich, części Alp Zachodnich. Leży w Szwajcarii w kantonie Valais, blisko granicy z Włochami. Należy do podgrupy Alpy Monte Leone – Świętego Gotarda. Góruje nad jeziorem Feldbachsee.